# Perseguição aos homossexuais na União Soviética

## O Pioneirismo na Descriminalização da Homossexualidade.
A União Soviética foi pioneira no reconhecimento de um direito pleiteado, ainda que de forma muito restrita, pelo movimento homossexual da época: a descriminalização da homossexualidade.
Até à época de Pedro, o Grande, a homossexualidade, na Rússia, era tolerada, mesmo se sancionada pela Igreja Ortodoxa com penitências; todavia, em 1706 foi instituída a fogueira para qualquer um que fosse descoberto em uma relação homossexual.
Em 1917 ocorre a Revolução de Outubro e, a URSS se torna o primeiro país da história a descriminalizar a homossexualidade graças à promulgação do Código Penal de 1918.
O ideal  de respeito à liberdade do indivíduo, conceito chave do ideário bolchevique no contexto da Revolução de Outubro, fez com que a legislação soviética sobre a homossexualidade fosse indicada como exemplo ao "Congresso Mundial da Liga pelas Reformas Sexuais", ocorrido em Copenhague em 1928.[carece de fontes?]
Ainda em 1930 Mark Serejskij, perito médico, podia descrever na Grande Enciclopédia Soviética que 
A legislação soviética não reconhece crimes ditos contra a moral. As nossas leis partem do princípio da defesa da sociedade, e portanto prevêem uma punição somente naqueles casos nos quais o objeto de interesse homossexual seja uma criança ou um menor de idade…

## A continuação
Nos anos da década de 1930, durante a Era Stalin, iniciou-se, porém, um período de repressão geral da sexualidade (o "Termidoro sexual") e artigos contra a homossexualidade foram introduzidos em todos os códigos penais das Repúblicas Soviéticas.
Nikolai Krylenko, comissário do povo (ou seja, ministro) pela justiça, anunciou que: 
a homossexualidade é o produto da decadência das classes exploradoras, que não têm nada para fazerem… (…) …em uma sociedade democrática fundada sobre princípios sadios, para tais pessoas não há lugar.
A homossexualidade chega a ser considerada "contra-revolucionária" e uma "manifestação da decadência da burguesia", tanto que em 1952 seria escrito na Grande Enciclopédia Soviética: 
a origem da homossexualidade é ligada às circunstâncias sociais quotidianas, para a grande maioria das pessoas que se dedicam à homossexualidade, tais perversões se interrompem tão logo que a pessoa se encontre em um ambiente social favorável(…) Na sociedade soviética, com os seus costumes sadios, a homossexualidade é visto como uma perversão sexual e é considerado vergonhoso e criminal. A legislação penal soviética considera a homossexualidade punível, com a exceção daqueles casos nos quais o mesmo seja manifestação de uma profunda desordem psíquica.

## A repressão e os gulag
O art. 121 do código penal previa, de fato, a reclusão de até cinco anos, com a possibilidade de agravante de até oito anos em casos de prática mediante coação, de relações com menores de idade, e mediante violência.
Muitas vezes o aprisionamento era convertido em trabalhos forçados em um dos muitos gulag, onde os homossexuais sofriam humilhações e ‘’pestaggi’’, mesmo por parte de outros condenados.[carece de fontes?]
Nos gulag acabavam milhões de pessoas pelos mais variados motivos, empregados muitas vezes em obras faraônicas, como o Canal do Mar Báltico-Mar Branco. Os internados morriam de cansaço, de frio, de doenças, de espancamento e de fome, escavando nas minas ou desmatando as zonas perdidas da Sibéria. Entre eles, os homossexuais eram considerados, pelos próprios companheiros de desventura, particularmente "sacrificáveis". Por este motivo, ainda que para os internamentos dos homossexuais fossem previstos relativamente poucos anos, de muitos desses não se teve mais notícias.[carece de fontes?]
De 1934 aos primeiros anos da década de 1980 foram condenados, com base no art. 121, cerca de cinqüenta mil homens homossexuais. A cifra dos gays incriminados começou a abaixar gradualmente só nos anos da década de 1990. Ainda em 1992 tiveram, no primeiro semestre, as últimas condenações com base na lei soviética.[carece de fontes?]
A KGB, o temível serviço secreto soviético, utilizava a ameaça de denunciar a homossexualidade (verdadeira ou falsa) para espantar a inteligência russa. Por isso foram condenados arquitetos, artistas e dirigentes públicos ou de partidos que perderam o trabalho ou foram incriminados. Isto provocou entre os gays um verdadeiro clima de terror que, entre outras coisas, impediu o desenvolvimento da autoconsciência ou de uma cultura gay em geral.[carece de fontes?]
A homossexualidade era vista, além de como um crime e um ato contra-revolucionário, sobretudo como uma patologia psiquiátrica: o indivíduo era visto como sujeito de uma verdadeira perversão, com infantilismo psíquico, defeito orgânico e distúrbio hormonal.[carece de fontes?]

## A abolição da lei anti-homossexuais
As primeiras repúblicas a abolirem os artigos contra a homossexualidade foram, depois da desagregação da União Soviética, a Lituânia,  a Letônia, a Estônia e a Ucrânia, mas a necessidade de obter um lugar no Conselho Europeu e portanto de mostrar uma Rússia nova e liberal, induziu Boris Yeltsin a abolir com a emenda de 29 de abril de 1993 o art. 121, mas mantendo os crimes ligados à violência e à coação.[carece de fontes?]
Mas ainda não tinha terminado. Em 1993 a homossexualidade, depois da reforma geral do código penal, ainda era contemplada no art. 132, intitulado "homossexualidade ou satisfação de paixão sexual em outras formas pervertidas".[carece de fontes?]
O amor entre sujeitos adultos passou, portanto, a ser legal, mas a homossexualidade continuava a ser visto como patologia psiquiátrica e como uma perversão. Os legisladores depois fizeram uma grande confusão, tanto que o art. 144 previa que a relação sexual representava uma forma de "coerção autorizada". Em 1995 a Duma aprovou a reforma, mas o presidente Yeltsin e o conselho da federação rejeitaram-na.
Tentou-se, portanto, um melhoramento e em 1997 chegou-se finalmente a elaborar o Capítulo 18 sobre "Delitos na esfera das relações sexuais".[carece de fontes?]
Pela primeira vez aparece no código penal o lesbianismo, autorizado entre mulheres adultas conscientes, mas condenável na presença de atos de violência. O art. 132 do mesmo capítulo condenava, no parágrafo 3º, alínea b, a grave ameaça à saúde, infecção por HIV ou outra conseqüência grave. E, de fato, a permanência na Rússia de um estrangeiro além de um período de três meses prevê, para o visto, um atestado de soro-negatividade por parte de uma clínica pública.[carece de fontes?]
Em compensação, com a redação de um novo artigo, se falou pela, primeira vez, de igualdade de gênero, frente aos crimes sexuais, e a maioridade sexual, foi estabelecida para todos, homens e mulheres, homossexuais e heterossexuais, à mesma idade, 14 anos.[carece de fontes?]

## Depois da URSS
O clima cultural veta, ainda hoje, aos políticos pós-soviéticos de afrontarem a temática dos direitos dos homossexuais, em quanto temem ofender o conceito da "defesa da família tradicional russa" e portanto de perder consenso.[carece de fontes?]
Quem tentou fazê-lo, paradoxalmente, foi o reacionário Vladimir Žirinovskij, talvez por demonstrar uma postura liberal, mas, pensando que sua postura fosse apenas uma provocação, não fora levada a sério.[carece de fontes?]
Ainda hoje o mundo político e aquele homossexual parecem, na Rússia, estarem ainda separados, tanto que é difícil e perigoso organizar uma simples Parada Gay ou uma manifestação pelos direitos dos homossexuais em grande parte dos países pós-soviéticos.[carece de fontes?]